# Арнолд Ерет
Арнолд Ерет (на немски: Arnold Ehret) е германски натуропат, автор на няколко книги за хранене (диети, плодоядство, комбиниране на храни, постене), детоксификация, здраве, дълголетие, физическа култура и витализъм.
Ерет твърди, че човешкото тяло е „въздушен двигател“, захранван изцяло с кислород, и че оптималната човешка диета е такава, състояща се от плодове, безнишестени зеленчуци и зеленолистни зеленчуци (билки), които той нарича „безслузести“ храни. Опитва се да демонстрира, че безслузестите храни са ключът към висшето здраве и написва трактата „Лечителна система с безслузеста диета“.